# Wüstendittersdorf
Wüstendittersdorf ist ein Stadtteil von Schleiz im Saale-Orla-Kreis in Thüringen.

## Geografie
Das Dorf liegt östlich der Stadt Schleiz an der Bundesstraße 94 nach Zeulenroda über Lössau und Weckersdorf im thüringischen Teil des Vogtlandes. Das Dorf durchfließt die Wisenta, die in die Saale mündet.
Geologisch befindet sich die Gemarkung des Ortes im Südostthüringer Schiefergebirge. Diese Böden sind durch den hohen Feinerdeanteil und den hohen Humusgehalt sehr ertragreich. Der locker besiedelte Ort liegt in einer grünlandreichen Mulde mit Wald umgeben.

## Nachbarorte
Nachbarorte sind die Stadt Schleiz, Oettersdorf, Lössau, Langenbuch und Oberböhmsdorf.

## Geschichte
Wüstendittersdorf wurde am 22. April 1232 erstmals urkundlich erwähnt. 1402 kaufte die Stadt Schleiz das Dorf und den Hof Wüstendittersdorf.
1872 sprengte man den Felsen „Teufelskanzel“ oder „Teufelspredigerstuhl“, der in der Nähe der Kühn- oder Burhardtsmühle stand. Im oberen Teil des Felsens sollen Vertiefungen oder Näpfchen sowie Stufen vorhanden gewesen sein. Dieser Fels diente wahrscheinlich kultischen Ritualen.

## Wirtschaft
Der Ort war von jeher landwirtschaftlich interessant. 1690 kaufte Thomas Heller das Gut. Es war bis 1956 in Familienbesitz. Danach wurde eine Landwirtschaftliche Produktionsgenossenschaft (LPG) eingerichtet.
Nach 1989 entstanden viele Wohnhäuser im Ort.
Heute ist in Wüstendittersdorf ein Sägewerk ansässig.

## Verkehr

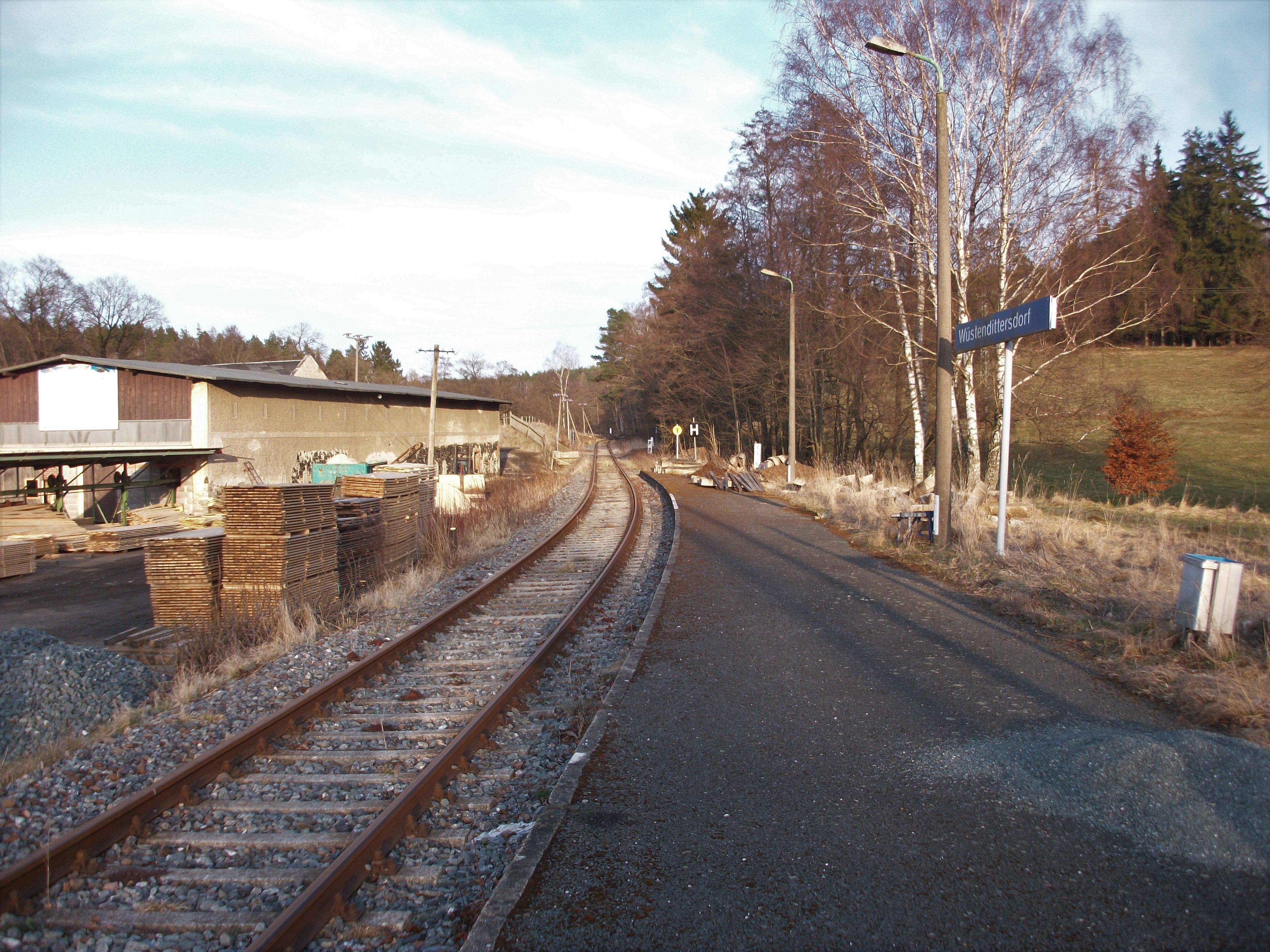
Haltepunkt Wüstendittersdorf (2022)

Der Haltepunkt Wüstendittersdorf liegt an der Bahnstrecke Schönberg–Schleiz. Die Strecke ist von der DB Netz AG an die Deutsche Regionaleisenbahn verpachtet. Es findet kein regelmäßiger Personenverkehr mehr statt. Gelegentlich finden Sonderfahrten statt.
Im Fahrplan 2017/18 ist Wüstendittersdorf durch folgende Linie an den ÖPNV angebunden:
- Linie 132: Schleiz – Wüstendittersdorf – Zeulenroda

Die Linie wird von der KomBus betrieben.